# Бад-Бефензен
Бад-Бефензен (нім. Bad Bevensen) — місто в Німеччині, розташоване в землі Нижня Саксонія. Входить до складу району Ільцен. Складова частина об'єднання громад Бефензен-Ебсторф.
Площа — 48,01 км2. Населення становить 9400 ос. (станом на 31 грудня 2021).

## Галерея

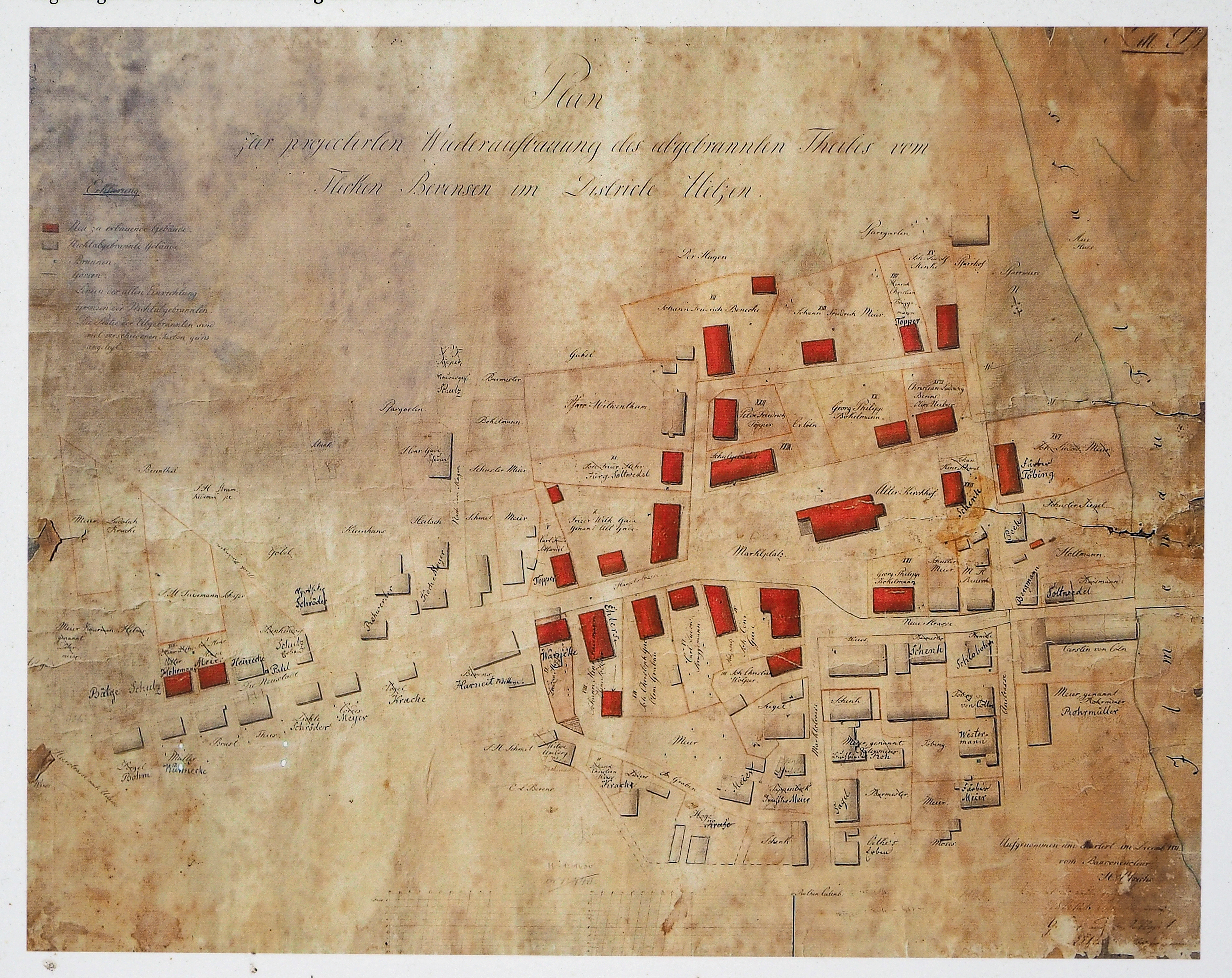
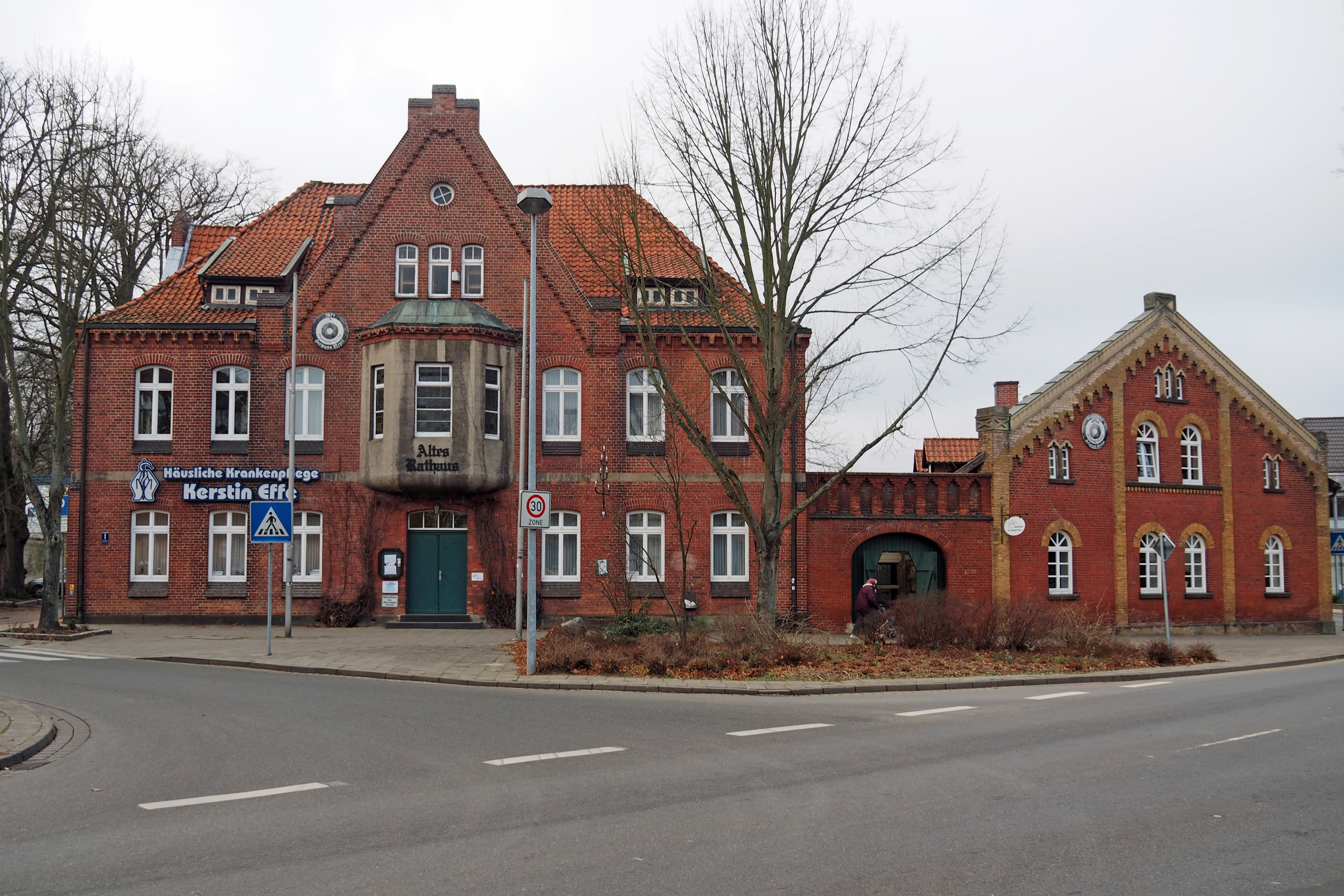
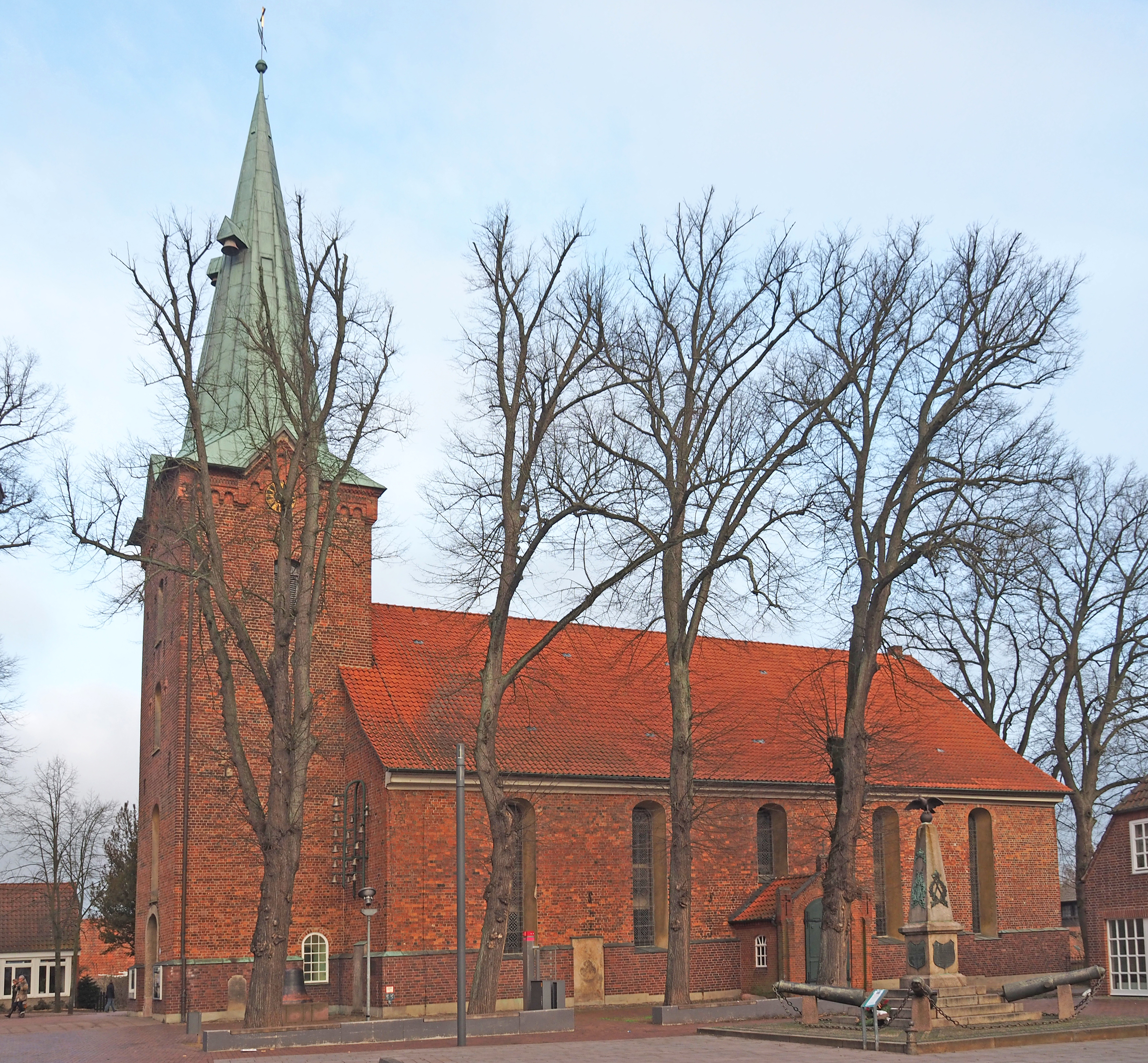
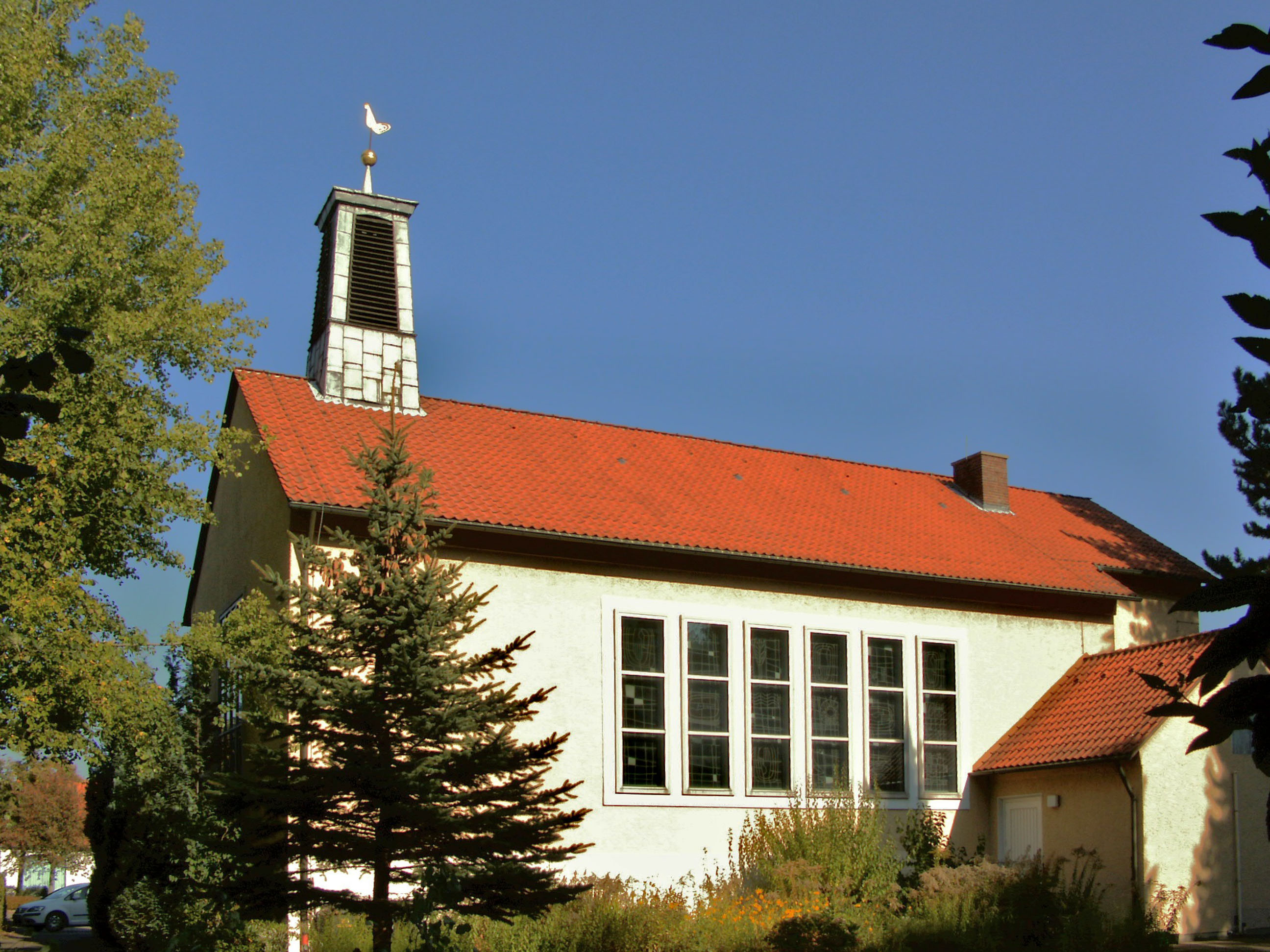
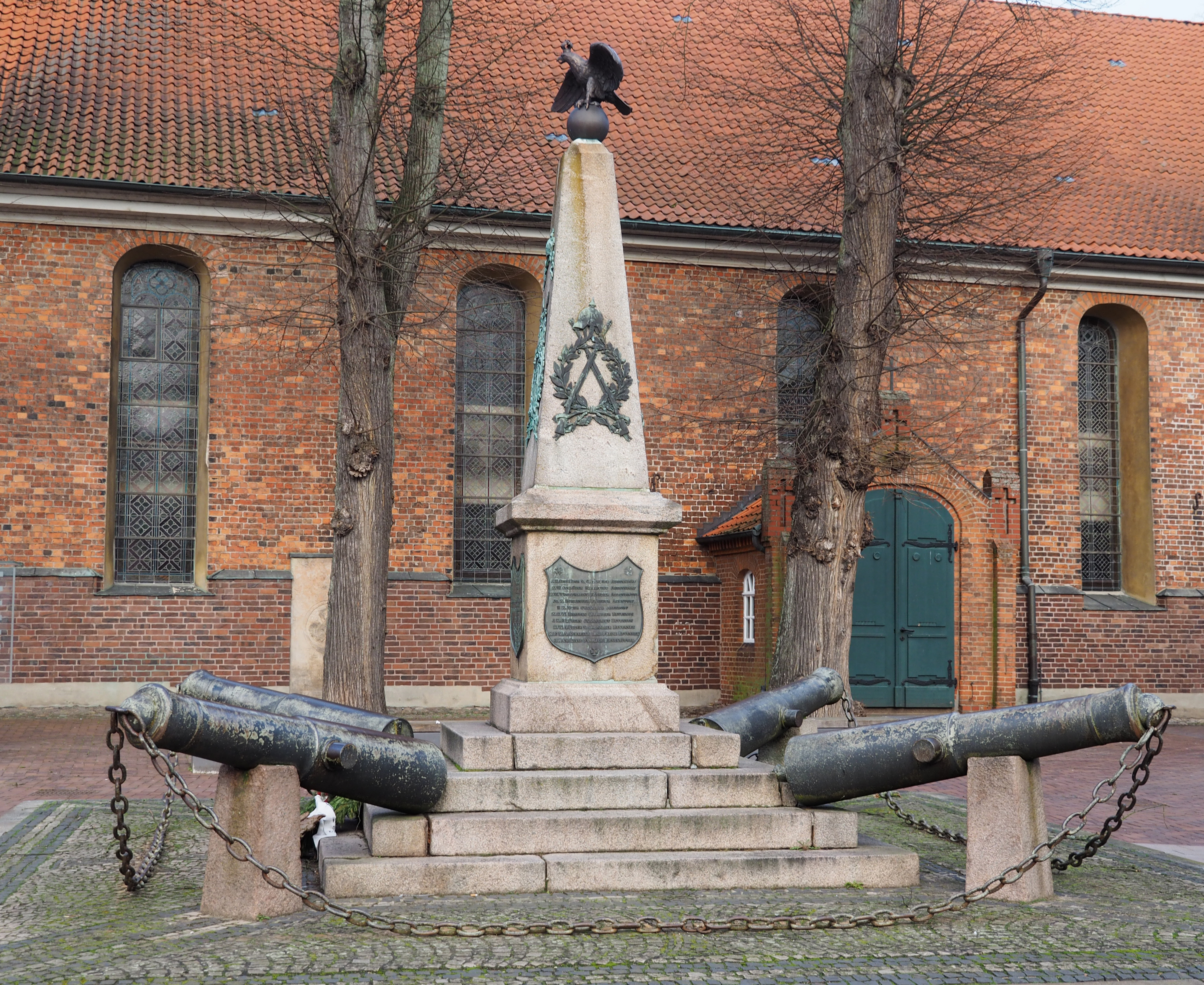
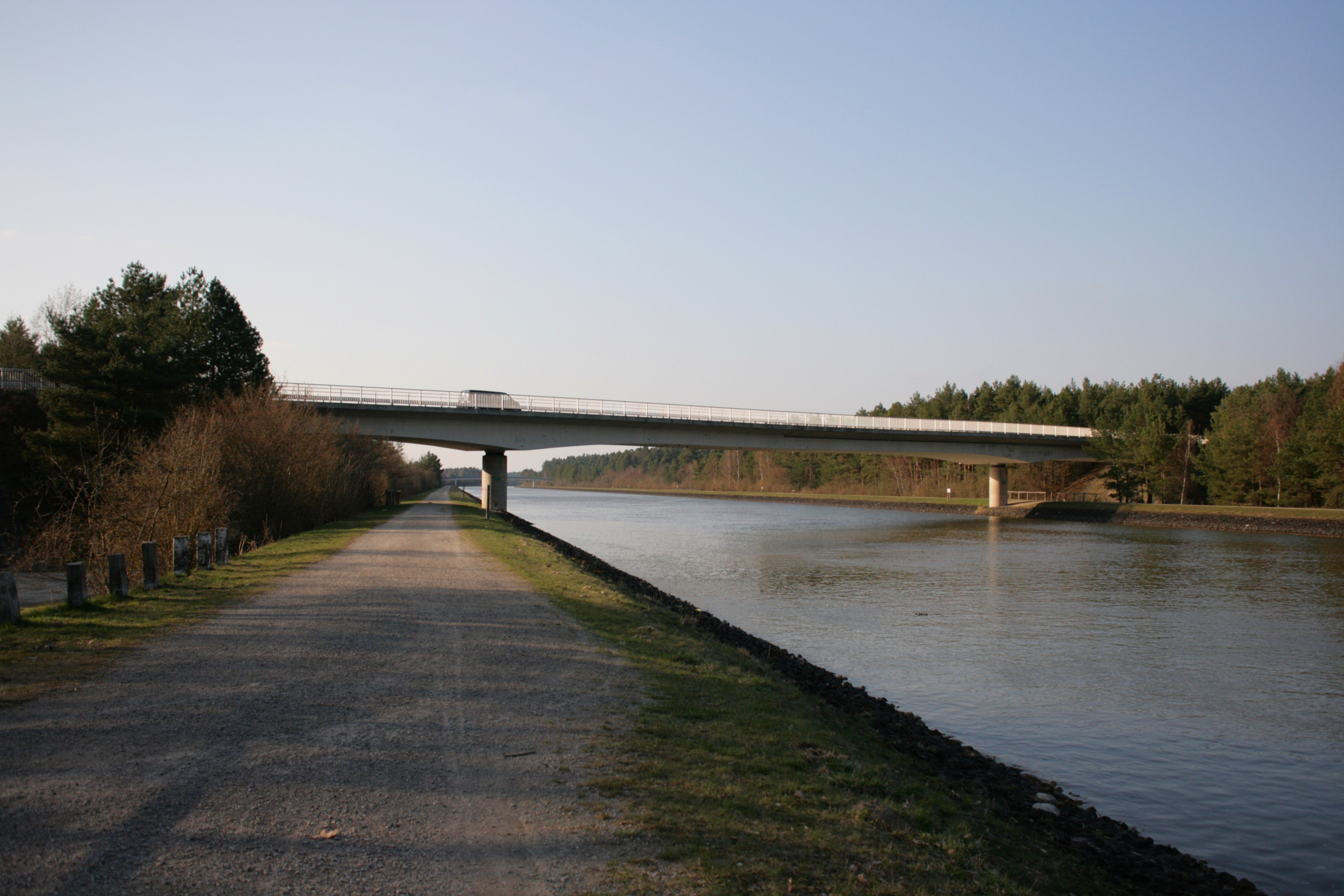